# Broye (fiume)
La Broye (/bʁwa/; in arpitano Brouye) è un fiume della Svizzera che attraversa l'omonima regione nei cantoni Friburgo e Vaud.

## Percorso
Parecchi piccoli torrentelli del versante sud del Niremont e di Des Alpettes nelle prealpi del Canton Friburgo si uniscono a Semsales, a sud-est di Bulle e formano il fiume Broye. Il fiume scorre dapprima in direzione sud-ovest, parallelamente alle prealpi. In seguito, dopo 10 chilometri, cambia bruscamente di direzione verso nord. La direzione del fiume cambia nuovamente a Moudon per dirigersi verso nord-est.
La vallata della Broye si apre, nei dintorni di Payerne, in una larga piana intensamente coltivata; la cultura del tabacco è fortemente sviluppata. Poco prima della sua immissione nel lago di Morat riceve il suo ultimo e più lungo affluente, la Petite Glâne. La Broye lascia il lago di Morat al nord-est, passa intorno al Monte Vully e si getta nel lago di Neuchâtel. Quest'ultima parte tra i due laghi è anche conosciuta con il nome di Canale della Broye. Nell'ultima parte del suo percorso la Broye è stata molto corretta e canalizzata in seguito a numerose inondazioni.

### Affluenti
- La Petite Glâne
- La Bressonne
- La Lembe
- L'Arbogne

### Luoghi attraversati
- Semsales
- Oron
- Montet
- Moudon
- Lucens
- Payerne
- Bellerive
- Lago di Murten
- Mont-Vully
- Cudrefin
- Lago di Neuchâtel